# Villers-Patras
Villers-Patras ist eine französische Gemeinde mit 86 Einwohnern (Stand 1. Januar 2022) im Département Côte-d’Or in der Region Bourgogne-Franche-Comté. Sie gehört zum Kanton Châtillon-sur-Seine und zum Arrondissement Montbard.

## Geografie
Nachbargemeinden sind Charrey-sur-Seine im Norden, Obtrée im Osten, Vix im Süden und Pothières im Westen.
Die ehemalige Route nationale 71 tangiert Villers-Patras.

## Bevölkerungsentwicklung
| Jahr                       | 1962 | 1968 | 1975 | 1982 | 1990 | 1999 | 2008 | 2016 |
| -------------------------- | ---- | ---- | ---- | ---- | ---- | ---- | ---- | ---- |
| Einwohner                  | 117  | 109  | 95   | 116  | 123  | 123  | 95   | 104  |
| Quellen: Cassini und INSEE |      |      |      |      |      |      |      |      |

## Weinbau
Die Weinreben in Villers-Patras liegen im Weinbaugebiet Bourgogne. Sie sind  für die Produktion des Crémant de Bourgogne zugelassen.

## Sehenswürdigkeiten
- Geburts-Kirche (Église de la Nativité)

## Weblinks

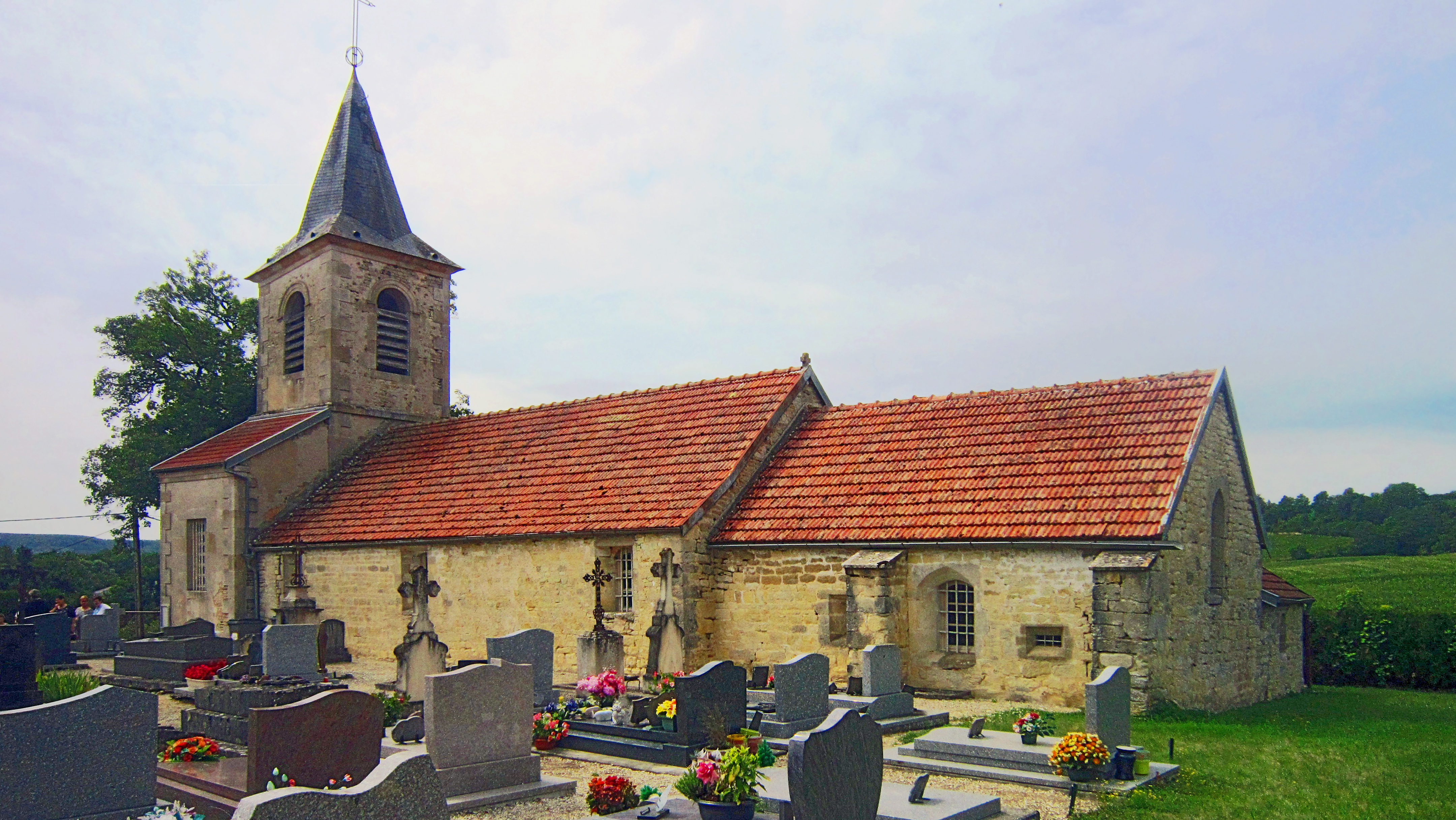
Geburts-Kirche